# Уйпешт-Кёзпонт (станция метро)
«Уйпешт-Кёзпонт» (венг. Újpest-Központ — Уйпешт-центр) — конечная станция Будапештского метрополитена на северной оконечности линии M3 (синей).
Открыта 14 декабря 1990 года в составе участка «Арпад хид» — «Уйпешт-Кёзпонт». Находится в центральной части будапештского района Уйпешт (Központ переводится как «центр») на пересечении проспектов Арпада (венг. Árpád út) и Иштвана (венг. István út).
Уйпешт — один из крупнейших «спальных районов» Будапешта (более 50 000 жителей). Станция «Уйпешт-Кёзпонт» имеет большое значение для транспортного сообщения между Уйпештом и центром Будапешта. У станции расположены остановки большого числа маршрутов наземного транспорта (автобусы и трамваи), связывающие станцию метро с различными северными районами венгерской столицы.
Существовал проект продолжения линии M3 в самый северный район Будапешта Капосташмедьер (венг. Káposztásmegyer), однако затем от него было решено отказаться и станция «Уйпешт-Кёзпонт» осталась конечной.
Станция мелкого заложения, глубина 8,2 м. На станции две боковые платформы.
4 ноября 2017 года часть линии M3 от станции «Лехель тер» до станции «Уйпешт-Кёзпонт» закрыта на реконструкцию. 29 марта 2019 года станция «Уйпешт-Кёзпонт» была торжественно открыта после реконструкции.